# George William Howlan
George William Howlan, homme politique canadien, servit comme lieutenant-gouverneur de la province de l'Île-du-Prince-Édouard entre 1894 et 1899.